# 若列斯·阿尔费罗夫
若列斯·伊万诺维奇·阿尔费罗夫（俄語：Жоре́с Ива́нович Алфёров，1930年3月15日—2019年3月1日），俄罗斯物理学家。

## 生平
生於白俄罗斯维捷布斯克，2000年获诺贝尔物理学奖。他也是俄罗斯政治家，自1995年以来一直代表俄罗斯联邦共产党参加俄罗斯国家杜马议会下院选举，当选议员，不过他并未加入俄共。